# پیتر السون
پیتر السون (انگلیسی: Peter Ellson; ۲۱ اوت ۱۹۲۵ – ۱۴ آوریل ۲۰۱۴) بازیکن فوتبال اهل بریتانیا بود.
از باشگاه‌هایی که در آن بازی کرده‌است می‌توان به باشگاه فوتبال کرو آلکساندرا اشاره کرد.